# WAKE UP (방탄소년단의 음반)
《WAKE UP》(웨이크 업)은 대한민국의 보이 밴드 방탄소년단의 데뷔 일본 스튜디오 음반으로, 2014년 12월 24일 출시되었다. 이 음반은 13개의 트랙이 있으며 일본어 버전의 《No More Dream》, 《Boy in Luv》, 《Danger》가 수록되어 있고 그 외에 2개의 일본 오리지널 노래 《The Stars》, 《Wake Up》이 포함되었다. 이 음반은 오리콘 차트에서 2위를 차지했다.

## 출시 역사
| 나라     | 날짜             | 포맷                | 레이블            |
| -------- | ---------------- | ------------------- | ----------------- |
| 일본     | 2014년 12월 24일 | CD, 디지털 다운로드 | 포니 캐년         |
| 대한민국 | 2015년 2월 26일  | 디지털 다운로드     | 로엔 엔터테인먼트 |

## 곡 목록
1. "Intro" (1:15)
2. "The Stars" (4:16)
3. "Jump" (일본어 버전) (3:56)
4. "Danger" (일본어 버전) (4:05)
5. "Boy In Luv" (일본어 버전) (3:50)
6. "Just One Day" (일본어 버전 Extended) (5:34)
7. "いいね!" (Ī ne! / I Like It!) (3:51)
8. "いいね！Pt.2～あの場所で～" (Ī ne! Pt. 2 ~ Ano basho de ~ / I Like It Pt.2 ~In That Place~) (3:55)
9. "No More Dream" (일본어 버전) (3:42)
10. "進撃の防弾" (Shingeki no bōdan / Attack on Bangtan) (4:07)
11. "N.O" (일본어 버전) (3:30)
12. "Wake Up" (5:52)
13. "Outro" (1:36)